# Keven Lacombe
Keven Lacombe (Amos, 12 juli 1985) is een Canadees wielrenner. Sinds 2011 rijdt hij voor het kleinere Team Spidertech. Tot nog toe won hij alleen maar in kleinere wedstrijden en rittenkoersen waaronder enkele etappes in de Ronde van Cuba. In de Ronde van Californië in 2011 liet hij zich wel opmerken door geregeld mee te spurten.

## Belangrijkste overwinningen
2007
- 3e etappe Coupe de la Paix
- 5e etappe Vuelta Chihuahua Internacioal

2008
- 2e etappe Ronde van Pennsylvania

2009
- 1e etappe Ronde van Cuba
- 9e etappe deel a Ronde van Cuba
- 9e etappe deel b Ronde van Cuba
- 10e etappe Ronde van Cuba
- Chris Thater Memorial Criterium

2010
- GP des Marbriers
- 4e etappe Ronde van Cuba
- 9e etappe Ronde van Cuba

Batty · Boily · Boivin (stagiair) · Doin-Poitras · Gilbert · Hunt · Lacombe · Langlois · Miller · Parisien · Plaice · Randell · Roth · C.Vives · M.Vives
Batty · D.Boily · E.Boily · Boivin · Cosette · Euser · Gilbert · Lacombe · Lambert-Lemay · Langlois · de Luna · Parisien · Randell · Roth · Vives
Anderson · Batty · Bell · Boily · Boivin · Euser · Gilbert · Houle · Lacombe · Lambert-Lemay · Langlois · de Luna · McCarty · Parisien · Randell · Roth · Routley · Tuft · Vives
Anderson · Bell · Boily · Boivin · Euser · Fairly · Gilbert · Houle · Künzli · Lacombe · Lambert-Lemay · de Luna · McCarty · Parisien · Roth · Routley · Selander · Vandborg · Vives · Duchesne (stagiair)